# Bandenkop
Vous pouvez aider à l'améliorer ou bien discuter des problèmes sur sa page de discussion.
Les Bandenkop  sont des descendants de chasseurs originaires de Kwop. Bandenkop est un village situé au Cameroun dans le département des Hauts-Plateaux dans la province de l'Ouest. Le village de Bandenkop fait partie de la commune rurale de Bangou.
Les Bandenkop font partie du grand groupe ethnique des Bamilékés. La langue parlée par les Bandenkop est le Ghomala'.
L'Armée de libération nationale du Kamerun (ALNK) tenait son quartier général à Bandenkop pendant les années de guerre contre le colonialisme français et le régime de Ahmadou Ahidjo. Les combats furent rudes entre l'armée française et les combattants nationalistes.
Un nom illustre de cette guerre fut celui du martyr Martin Singap, digne natif de Bandenkop que à seulement 23 ans il avait pris les commandes de l'ALKN pour la libération de sa patrie.

## Présentation

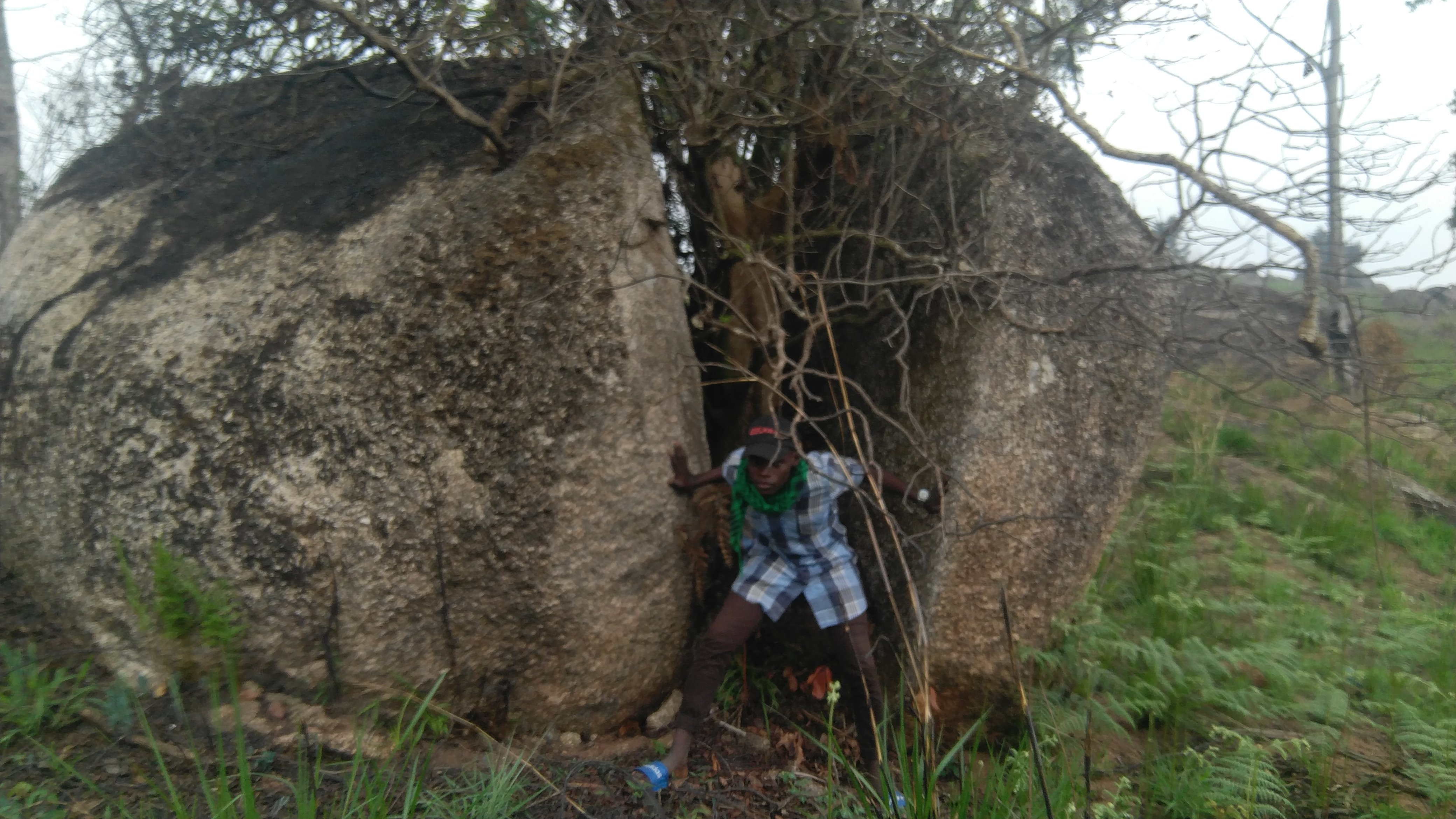
Visite au rocher sacré de Bandenkop.

Situé à l’extrémité sud du département des Haut-Plateaux (province de l’Ouest Cameroun), Bandenkop est un village de montagne situé entre 1 500 m et 1 700 m d’altitude. Son air frais et pur… ses nombreuses sources et son climat font de lui un cadre idéal de repos, de convalescence et de réflexion. Au pied de ces collines s’étend une végétation dense composée en grande partie de bananiers, de palmiers, de kolatiers et de caféiers. De part en part émerge de ce décor les longues feuilles de pandanus se balançant régulièrement dans la brise. Dans ce paysage de bocage dont l’astre du jour réussit rarement à réchauffer les ombres, vivent des âmes nobles et paisibles que l’on peut rencontrer sur les chemins par un matin brumeux et froid, le pas lent, le panier en équilibre sur la tête ou le fourreau de la machette en bandoulière, les bras repliés sur le tronc comme pour mieux se couvrir.

## Dynastie

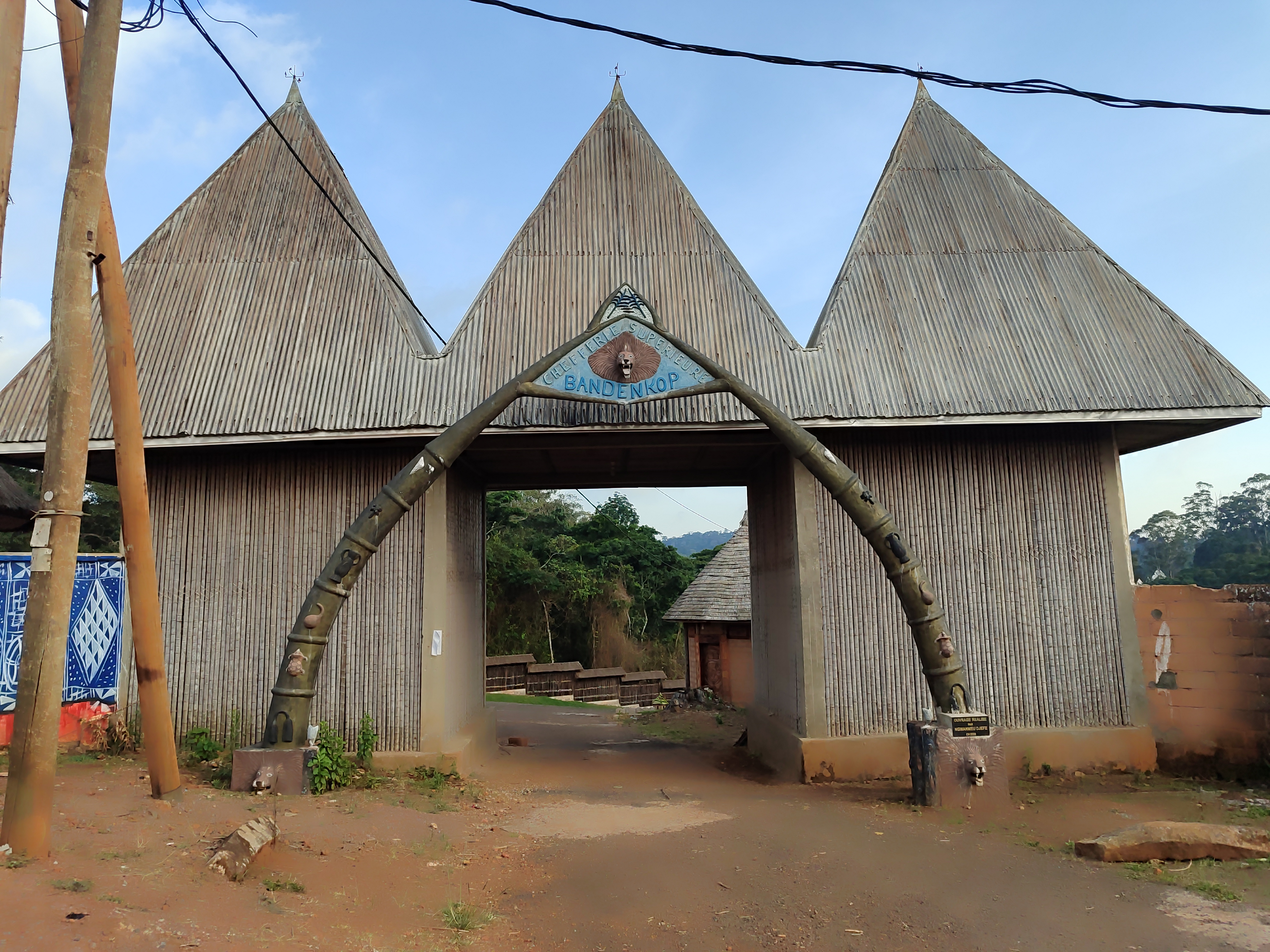
Ce fichier représente l'entrée chefferie Badenkop

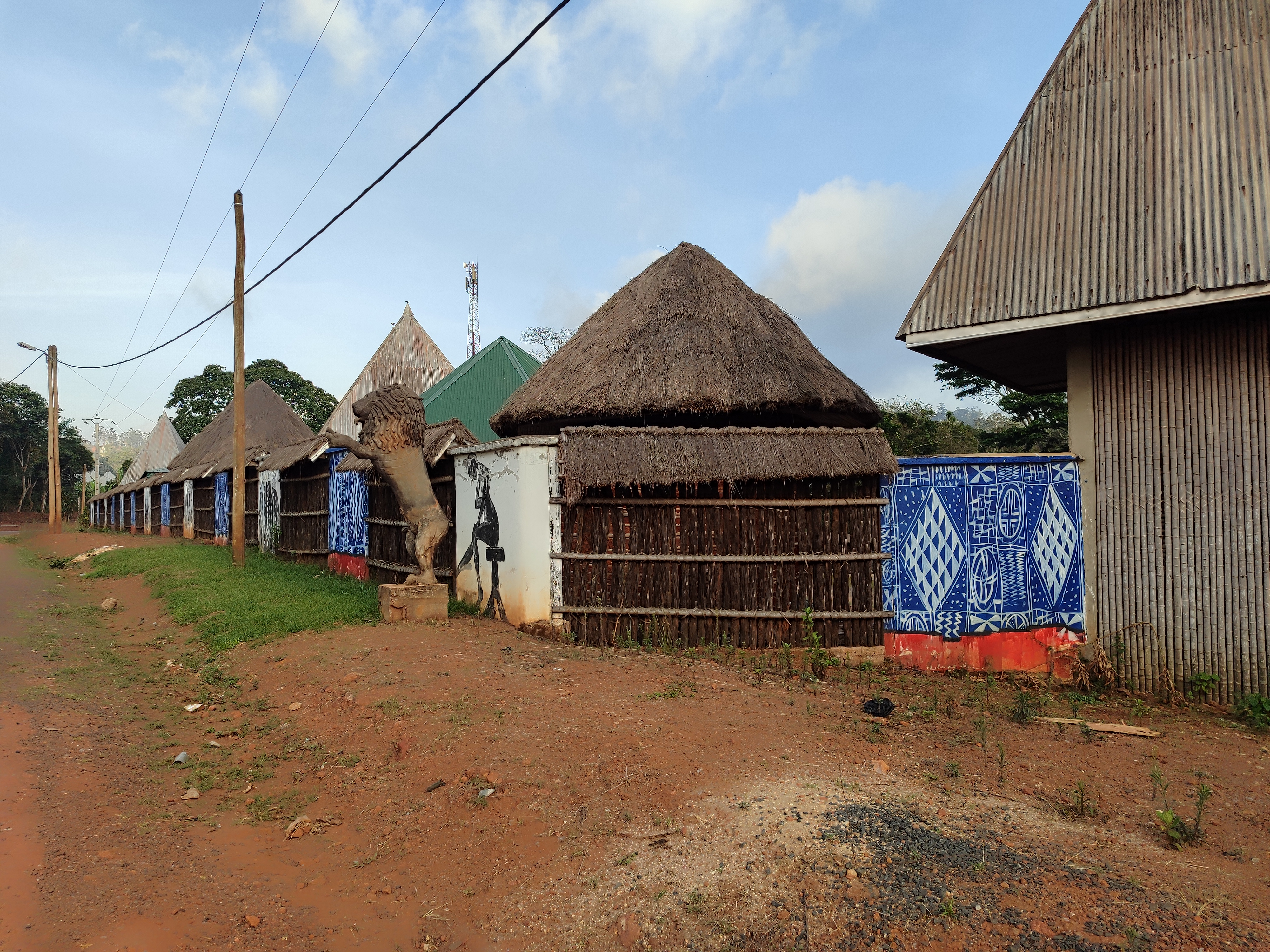
Ce fichier représente la route de la Chefferie de Bdenkop

Les rois de Bandenkop descendent tous de la glorieuse dynastie BOUA'AGANG.
- 1. Fé Mbou'agang (1701–1725)
- 2. Fé Kouéssiding (1725-1725)
- 2. Fé Tanzedeug (1744-1758)
- 3. Fé Kenzekouo (1758-1784)
- 4. Fé Mboufang (1784-1804)
- 5. Fé Domche (1804-1829)
- 6. Fé Mbougueng (1829-1835)
- 7. Fé Nzali (1835-1895)
- 8. Fé Fezeu Mekoudjou I (1895-1930)
- 9. Fé Ngandjong (1930-1955)
- 10.Fé Féze Ngandjong Marcel II (1955-1959)
- (Vacance au pouvoir de 1959 à 1968)
- 11. Fé Wagni Michel (Régence) (1968-1989)
- (De 1986 à 1989 intérim du sous-préfet de Bangou, Abdou Pacha)
- 12. Fé Feze Ngandjong Marcel III (1989-2009)
- 13. Fé Homsi Féze Francis (2009-)

## Religion et tradition
La grande majorité des Bandenkop sont très attachés à la tradition ancestral transmis de generation en generation. Cette resiliance propre aux Bamiléké et en particulier aux Bandenkop fait d'eux les gardiens de la tradition face a la menace de les religions (abrahamiques) importé par les colons.
Dans les années du maquis de 1955 à 1962 les habitants fidèles de l'Église catholique étaient considérés comme de vrais traîtres.
« Au sein, des traîtres, existe une sous-catégorie, quoique moins nombreuse: celle des religieux de la hiérarchie Catholique, des prêtres soi-disant fidèles au Seigneur, mais qui servent la cause du colonisateur.  On les taxe de “Fingwong socio-culturels”. Les populations victimes des dénonciations secrètes de ces Fingwong socio-culturels sont innocentes pour la plupart. Mais elles périssent condamnées, en dépit de ce que la science juridique appelle le manque de preuve. De plus ces leaders religieux encouragent ouvertement les maquisards à accepter l’armistice. Aussi, les leaders nationalistes demandent à la population de se défaire de la croyance importée. » 

## Personnalités liées à Badenkop
- Roger Nkembe Pesauk, artiste et pasteur
- Dave K. Moktoï, humouriste

## Musique à Badenkop
- Roger Nkembe Pesauk, artiste et pasteur
- Stella Momo

- Wandji

## Dictionnaire
[réf. nécessaire]
- Scieh = Dieux
- Tchah = La terre
- kwouonnieh = L'amour
- Meh-djuéh = Une femme
- Mô-banh = Un homme
- Môk = Le feu
- Chêh = l'eau
- Guè Pin = Merci
- Seuh Pepôn = Soit la bienvenue
- Kô = Prends ou Tiens
- Oho = Au revoir ou Bye
- Fé = Désigne le chef de la tribu
- Gwô = Désigne la féminité d'une personne. Ex : Gwô mè tchouang (Fille des Tchouang)
- Meumôô = expression affective utilisée pour interpeller une femme
- Kètchô = expression d'étonnement
- Lâ = Le village
- Metoi = La voiture
- Yougjileu = Bonjour

…
Voir les ressemblances et différences avec le Bamena et le Bangang-Fondji